# سيكيخور
سيكيخور (بالإنجليزية: Siquijor) هي محافظة تقع في الفلبين في بيسايا الوسطى. يقدر عدد سكانها 337.49 كم2 .